# مواضع سیاسی نوآم چامسکی

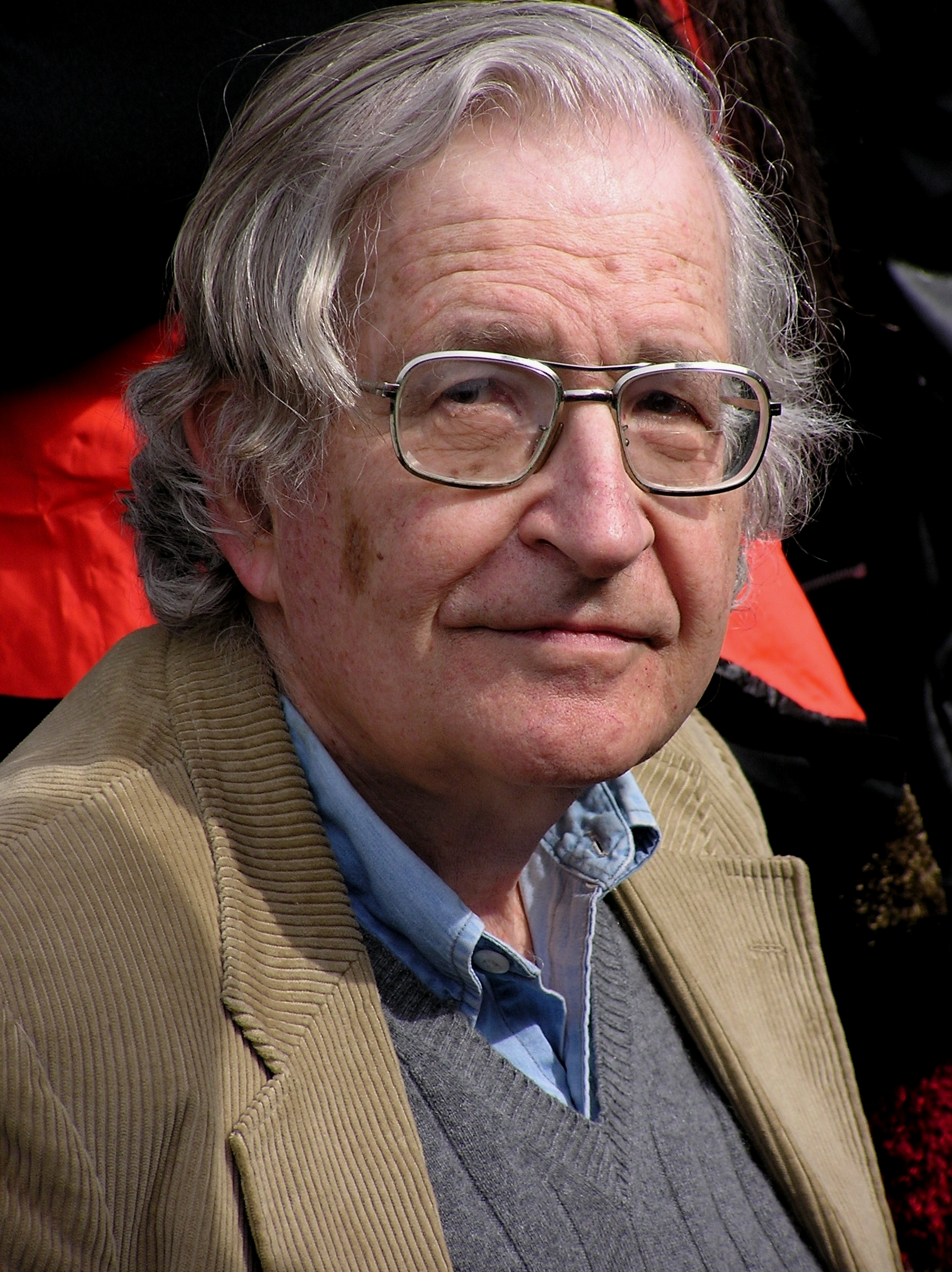
چامسکی در یک جلسهٔ ضدّ جنگ در ونکوور به سالِ ۲۰۰۴ میلادی

نوآم چامسکی روشنفکری شناخته‌شده و منتقد سیاست خارجی آمریکا و برخی دولت‌های دیگر است. او خود را سوسیالیستی آزادی‌خواه و همچنین هوادار آنارکو-سندیکالیسم می‌داند.

## تاریخچه
چامسکی اگرچه از برچیدن دیوار برلین استقبال کرد، اما ترس او از این‌که با فروپاشی اتحاد جماهیر شوروی، مجموعهٔ درهم‌پیچیدهٔ نظامی-صنعتی آمریکا به دنبال دشمنانی جدید خواهد گشت تا وجود خود را موجه جلوه دهد، با اتفاقاتی که بعداً در جهان رخ داد، تأیید شد. به نظر چامسکی اجرای موفقیت‌آمیز این برنامه، وام‌دار «اتحادی نامقدس» میان دولت آمریکا و شرکت‌های رسانه‎ای است.
چامسکی در زمان جنگ ویتنام به عنوان منتقد اجتماعی سیاست خارجی آمریکا به شهرت رسید. نخستین اثر سیاسی مهم او کتاب قدرت آمریکا و ماندارین‌های نوین (۱۹۶۹) بود که در انتقاد به طبقه روشنفکران لیبرال نوشته شده بود.
درک چامسکی از سازوکار امپریالیسم آمریکا و توانایی همیشگی او برای فهم دورنمای کلی سیاست‌های آمریکا به مخالفت او با دخالت نظامی آمریکا در کوزوو، افغانستان و عراق و همچنین جنگ بوش بر ضد تروریسم منجر شد.
او در سال ۱۹۸۰ بر کتاب روبر فوریسون که در حقیقت داشتن هولوکاست تردید کرده بود، مقدمه‌ای نوشت. اگرچه این مقدمه تنها به دفاع از آزادی بیان می‌پرداخت، با واکنش‌های سختی مواجه شد. وی بعدها آشکار ساخت که از وی مطلبی در دفاع از آزادی بیان خواسته شده بود و او از استفاده از آن به عنوان مقدمهٔ کتاب مذکور اطلاع نداشت.
در دهه‌های ۷۰ و ۸۰ میلادی چامسکی به همراهی جان پیلگر از معدود کسانی بودند که از نسل‌کشی «پنهان» در تیمور شرقی سخن گفتند.
وی به تمامی رؤسای جمهور آمریکا، حتی جان اف کندی که محبوبیتی باور نکردنی دارد، با دیدی انتقادی می‌نگرد. او در این باب کتاب «تفکری دوباره به کاملوت: جان اف کندی، جنگ ویتنام و فرهنگ سیاسی آمریکا» را نوشته‌است.
چامسکی در بیانیه‌ای مشترک با برخی اندیشمندان آمریکایی، انگلیسی و کانادایی دربارهٔ نقش رسانه‌ها در نبرد اسرائیل و غزه ۲۰۱۲ از رسانه‌های غربی به خاطر پوشش یک‌جانبه جنگ انتقاد کرد و این مسئله را غیرقابل قبول و ظالمانه خواند و از خبرنگاران خواست در اعتراض به استفادهٔ ابزاری خبرگزاری‌های غربی از آنها، اعتصاب و از همکاری با این خبرگزاری خودداری کنند.
وی همچنین در این بیانیه از مردم غزه درخواست کرد با استفاده از امکانات موجود با همهٔ مراکز خبری تماس بگیرند و واقعیت‌ها را به‌طور منصفانه منعکس کنند.
چامسکی در مهرماه ۱۳۹۱(اکتبر ۲۰۱۲) برای شرکت در کنفرانس بین‌المللی زبان‌شناسی به غزه سفر کرد که دکتری افتخاری دانشگاه الاسلامیه غزه به منظور قدردانی از مواضع انسانی نوام چامسکی در پشتیبانی از مردم فلسطین و اعلام همبستگی با فلسطینی‌ها به وی اهدا شد.
وی معتقد است: «در پس ظاهر بی‌طرفانه شرح مسائل اجتماعی (از طریق گزارش‌های تلویزیونی، تحلیل‌های سیاسی یا اخبار رادیو) پیش فرض‌ها و اصول ایدئولوژیکی‌ای نهفته‌است که وقتی آن‌ها را افشا می‌کنیم، فرو می‌ریزند.»

## دربارهٔ ایران
چامسکی در مصاحبه‌ای که با پال جی (Paul Jay) در تاریخ ۱۹ نوامبر ۲۰۰۷ داشت، از سیاست‌های هسته‌ای ایران دفاع و عکس‌العمل ایران را در برابر عدم پایبندی کشورهای غربی به تعهداتشان، طبیعی تلقی کرد.
وی از تظاهرات معترضین به انتخابات ریاست جمهوری در ۲۲ خرداد ۱۳۸۸ استقبال کرد و «شجاعت و پایداری تظاهرکنندگان را تحسین‌برانگیز و دارای اهمیت تاریخی تام و تمام» توصیف می‌کند. وی دراینباره می‌گوید: «هرگونه استفاده از زور باطل است و نتایج انتخابات با زور حتی ذره‌ای معتبر به‌نظر نمی‌رسد».
وی پس از اعتصاب غذای اکبر گنجی روبروی سازمان ملل متحد، از او حمایت کرده و گفت که سعی می‌کند به او و همراهانش بپیوندد.
نوآم چامسکی در تاریخ ۲۳ ژوئیه ۲۰۰۹ از محل سکونتش در ماساچوست به نیویورک رفت تا در جمع اعتصاب‌کنندگان غذا که همه ایرانی بودند، حاضر شود. تجمعی سه روزه که در اعتراض به رفتار جمهوری اسلامی ایران با معترضان به نتیجه انتخابات برگزار شده بود. او معتقد است که آمریکا و هم‌پیمانانش هرگز برقراری دموکراسی و آزادی برای کشورهای خاورمیانه و عربی را خواستار نیستند.
چامسکی در مصاحبه‌ای که با روزنامهٔ تهران تایمز مورخ ۱۵ آوریل ۲۰۰۹ داشت، به صراحت سیاست‌های یک بام و دو هوای آمریکا در مورد حق ایران برای استفادهٔ صلح‌آمیز از انرژی اتمی را نقد کرد. او در این مصاحبه با استناد به یکی از مصاحبه‌های زیبیگنیو برژینسکی این‌گونه نتیجه‌گیری کرد که مشکل اصلی آمریکا با ایران، برنامهٔ اتمی صلح‌آمیز تهران نیست، بلکه آن است که ایران دیگر در سلک مجموعهٔ کشورهای تابع سیاست‌های آمریکا به‌شمار نمی‌رود.